# Arturo Calderón
Arturo Rafael Calderón Rivadeneria (La Paz, Cesar, 2 de septiembre de 1963) es un político colombiano, dirigente gremial del Cesar, abogado y trabajador de causas sociales. Casado con María Loretta Costa, de cuya unión nació Arturo Felipe Calderón Costa. Actualmente es aspirante a la Gobernación del Departamento del Cesar por el Partido Liberal.

## Biografía
Arturo nació en el municipio de La Paz, Cesar, donde adelantó sus estudios de primaria y bachillerato en el colegio Ciro Pupo Martínez de esa localidad. Su infancia y adolescencia la pasó en las calles del barrio Fray Joaquín de Orihueca. Luego de finalizar sus estudios de educación básica y media se trasladó a la ciudad de Barranquilla para adelantar su carrera profesional.  Se graduó como abogado de la Universidad Simón Bolívar de la capital del Atlántico. Luego, se trasladó a la ciudad de Bogotá para realizar un postgrado en Instituciones Jurídico Políticas y Derecho Público de la Universidad Nacional de Colombia.
Posteriormente realizó estudios de diplomado Formación a Redes Públicas de Apoyo al Sector Solidario en la Universidad Politécnica de Valencia, España. 
Como dirigente gremial, ha liderado la defensa de ganaderos, pequeños, grandes y medianos productores del campo, agricultores y áreas relacionada, levantando su voz de protesta ante los gobiernos local, departamental y local para el mejoramiento de sus condiciones.

## Trayectoria

### Personero
Calderoón ocupó el cargo de Personero del Municipio de la Paz, Cesar, en el período 1995-2000. Allí realizó una gestión eficiente en la promoción, preservación y defensa de los derechos de las comunidades de ese municipio, cuya ejecutoria fue reconocida a nivel nacional. En ese mismo periodo, como consecuencia de su liderazgo, fue escogido como Vicepresidente de la Federación Nacional de Personeros (Fenalper), entidad que propone las reformas necesarias para fortalecer las Personerías Municipales. Allí, Arturo Calderón representó a las Personerías Municipales frente a las autoridades, consolidó convenios con entidades públicas y privadas, nacionales e internacionales y estableció posiciones públicas en asuntos de interés nacional especialmente en aquellos relacionados con las Personerías Municipales.

### Asesor de hospital
También fue asesor del Hospital Eduardo Arredondo Daza de Valledupar, donde asesoró en la revisión y actualización de procesos y tecnologías, y en la gestión organizacional para brindar excelencia en la calidad de atención y respeto por la dignidad de las personas.

### Secretario de Salud del Cesar
En el período 2004-2006 fue Secretario de Salud Departamental; en su gestión se destaca la recuperación del sistema de salud del municipio y el mejoramiento de los indicadores de mortalidad materna e infantil, disminución de enfermedades, aumento en la prevención, carnetización al 100% de los habitantes del Cesar.  Durante el mismo período fue presidente de la Asociación Nacional de Secretarios. El Ministerio de Salud de Colombia le entregó el reconocimiento como Mejor Secretario de Salud del país por su destacada gestión.
Posteriormente, fue asesor del sector educativo en el Departamento del Cesar, donde coadyuvó al mejoramiento de la calidad en esta área, liderando procesos de cobertura, fortalecimiento de competencias en docentes y estudiantes de instituciones oficiales del Cesar. 
Igualmente, fue asesor de la Corporación Instituto de Servicios Locales de Colombia (Corpoinsel) y de la Empresa de Servicios Públicos de La Gloria (EMPOGLORIA) con sede en La Gloria, Cesar. 

### Candidato a Gobernación del Cesar 2011
En 2011 fue candidato a la Gobernación del Cesar avalado por el movimiento político Afrovides, con una alta votación (126.791 sufragios). En esta oportunidad, Arturo se presenta como candidato nuevamente a la Gobernación del Cesar y aspira llegar a la Gobernación del Cesar con el apoyo de las bases populares, con el voto de opinión y el respaldo de las comunidades que necesitan una administración incluyente, que genere dinamismo en la economía local, empleo para los cesarenses e inversión social, alejado de la maquinaria política. Cuenta con el aval del Partido Liberal y su eslogan de campaña “El momento de la gente ¡es ahora!”

### Candidato a Gobernación del Cesar 2015
Actualmente es candidato a la gobernación del departamento de Cesar para el periodo 2016-2019.